# Општина Стремц (Алба)
Стремц (рум. Stremţ) општина је у Румунији у округу Алба.
Oпштина се налази на надморској висини од 373 m.